# Nazionale maschile under 21 di calcio del Kosovo
La nazionale kosovara di calcio Under-21 è la rappresentativa calcistica Under-21 del Kosovo; essa è posta sotto l'egida della FFK.

## Storia
Il 3 maggio 2016 l'UEFA ha accettato l'ingresso del Kosovo all'interno della Confederazione (28 voti favorevoli e 24 contrari) pertanto, a partire dalla stagione 2016-2017, i club kosovari e la nazionale potranno partecipare ai tornei ufficiali UEFA. Il successivo 13 maggio, con 141 voti a favore ed insieme a Gibilterra, viene accettato anche dalla FIFA e potrà pertanto partecipare alle qualificazioni per i Mondiali in Russia nel 2018.
A seguito di queste decisioni, anche le selezioni giovanili sono state inserite nelle rispettive categorie. Il 26 gennaio 2017 sono stati sorteggiati i gironi di qualificazioni al campionato europeo di categoria del 2019: il Kosovo, facente parte della sesta ed ultima fascia, avrebbe affrontato Germania, Israele, Norvegia, Irlanda ed Azerbaigian.
Rafet Prekazi, commissario tecnico della Nazionale, ha diramato le convocazioni in vista della prima partita contro l'Irlanda in data 21 marzo 2017. Il 25 marzo, la squadra ha perso la partita col punteggio di 1-0, a Dublino.

## Partecipazioni ai tornei internazionali

### Europeo U-21
- 2021: Non qualificata

## Convocazione più recente
Di seguito è riportata la lista dei convocati per la sfida contro Andorra under 21 dell'8 giugno 2021.
Statistiche aggiornate all'8 giugno 2021.
| N. | Pos. | Giocatore        | Data nascita (età) | Pres. | Reti | Squadra                   |
| -- | ---- | ---------------- | ------------------ | ----- | ---- | ------------------------- |
|    | P    | Betim Halimi     | 28 febbraio 1996   | 0     | 0    | Trans Narva               |
|    | D    | Andi Hoti        | 2 marzo 2003       | 0     | 0    | Inter Primavera           |
|    | D    | Besfort Kolgeci  | 5 gennaio 1998     | 1     | 0    | Eintracht Braunschweig II |
|    | D    | Rron Statovci    |                    | 2     | 0    | Partizani Tirana          |
|    | C    | Albert Dabiqaj   |                    | 2     | 0    | Feronikeli                |
|    | C    | Kamer Krasniqi   | 1º novembre 1996   | 1     | 0    | Osnabrück                 |
|    | C    | Ylber Maloku     |                    | 2     | 0    | Trepça '89                |
|    | C    | Kushtrim Shabani |                    | 1     | 0    | Llapi                     |
|    | C    | Adenis Shala     | 23 ottobre 1998    | 0     | 0    | svincolato                |
|    | C    | Drilon Tejeci    | 26 dicembre 1997   | 1     | 0    | KEK                       |
|    | A    | Ardit Gashi      | 27 novembre 1998   | 2     | 0    | Vicenza                   |
|    | A    | Mendurim Hoti    | 23 febbraio 1996   | 1     | 0    | Feronikeli                |

### Giocatori eleggibili
Lista dei calciatori eleggibili per il campionato europeo 2019 precedentemente convocati in Under 21.
| N. | Pos. | Giocatore      | Data nascita (età) | Pres. | Reti | Squadra            |
| -- | ---- | -------------- | ------------------ | ----- | ---- | ------------------ |
|    | P    | Ardit Nika     | 12 gennaio 1998    | 0     | 0    | Prishtina          |
|    | D    | Lirim Kastrati | 2 febbraio 1999    | 0     | 0    | Bologna Primavera  |
|    | D    | Drin Lladrovci |                    | 0     | 0    | Feronikeli         |
|    | C    | Almir Ajzeraj  |                    | 1     | 0    | Skënderbeu         |
|    | C    | Engjëll Hoti   | 26 febbraio 1997   | 1     | 0    | E. Braunschweig II |
|    | C    | Trojan Maloku  |                    | 0     | 0    | Dinamo Zagabria II |
|    | A    | Enis Alaj      | 19 aprile 1996     | 0     | 0    | Étoile Carouge     |
|    | A    | Blend Baftiu   | 17 febbraio 1998   | 0     | 0    | Prishtina          |
|    | A    | Leonard Pllana | 26 agosto 1996     | 1     | 0    | GAIS               |